# نام کونگ-جین
کونگ‌جین نام (به انگلیسی: Koungjin Nam) زاده ۲۵ اوت ۱۹۸۸، کشتی گیر کره جنوبی است. از افتخارات این کشتی گیر می توان به کسب دو مدال برنز بازی‌های آسیایی ۲۰۱۴ و بازی‌های آسیایی ۲۰۱۸ اشاره کرد.